# Allocotocera nigricoxa
Allocotocera nigricoxa är en tvåvingeart som beskrevs av Freeman 1951. Allocotocera nigricoxa ingår i släktet Allocotocera och familjen svampmyggor. Inga underarter finns listade i Catalogue of Life.